# Brownstown (Illinois)
Brownstown is een plaats (village) in de Amerikaanse staat Illinois, en valt bestuurlijk gezien onder Fayette County.

## Demografie
Bij de volkstelling in 2000 werd het aantal inwoners vastgesteld op 705.
In 2006 is het aantal inwoners door het United States Census Bureau geschat op 709, een stijging van 4 (0,6%).

## Geografie
Volgens het United States Census Bureau beslaat de plaats een oppervlakte van
1,6 km², geheel bestaande uit land. Brownstown ligt op ongeveer 181 m boven zeeniveau.

## Plaatsen in de nabije omgeving
De onderstaande figuur toont nabijgelegen plaatsen in een straal van 24 km rond Brownstown.